# Pasek and Paul
Benj Pasek et Justin Paul, connus ensemble sous le nom de Pasek et Paul, sont un duo de compositeurs et paroliers américains pour le théâtre musical, les films et la télévision,. Parmi leurs créations originales, plusieurs titres de la série télévisée Smash. Au cinéma, pour les films La La Land, pour lequel ils ont remporté le Golden Globe de la meilleure musique de film et l'Oscar de la meilleure chanson originale pour la chanson City of Stars et The Greatest Showman, pour lequel ils ont remporté le Golden Globe de la meilleure chanson originale pour This Is Me,,.

## Biographie
Benj Pasek est né le 9 juin 1985  à Philadelphie, en Pennsylvanie et Justin Paul le 3 janvier 1985  à Saint-Louis, au Missouri. Pasek et Paul ont commencé à travailler ensemble alors qu'ils sont étudiants de première année à l'université du Michigan. Ils y obtiennent tous deux leur diplôme en décembre 2006. Ensemble, ils deviennent les plus jeunes lauréats du prix Jonathan Larson Grant.

### Broadway et Télévision
Benj Pasek et Justin Paul commencent leurs carrières en 2005 en composant les musiques de la comédie musicale : Edges, ils enchaînent avec la sortie de A Christmas Story: The Musical. Le spectacle est bien accueilli par la presse et le public et leur permet de se faire nominer au Tony Award quatre ans plus tard, dans la catégorie : "meilleure partition originale". Ils enchainent avec l'adaptation pour la scène du film : Dogfight de Nancy Savoca qui leur permet de recevoir une nomination aux Outer Critics Circle Awards dans la catégorie : « meilleure bande originale ». Cependant ils connaissent réellement le succès à Broadway avec la sortie de la comédie musicale : Dear Evan Hansen qui devient un immense succès, et fait la part belle à Ben Platt (fils du producteur : Marc Platt).
Après avoir travaillé pour Broadway et la télévision où ils ont notamment composé la chanson : Runnin' home to you pour la 3e saison de la série : Flash et avoir collaboré avec Marc Schaiman et Scott Wittman (compositeurs des films : Sister Act et Le Retour de Mary Poppins) sur la bande originale de la série : Smash.

### Cinéma
Ils commencent une carrière au cinéma en 2016, où le duo compose la chanson « Get Back Up Again », aux côtés de Justin Timberlake pour le film d'animation : Les Trolls. Ensuite ils travaillent en collaboration avec le compositeur américain Justin Hurwitz sur le film musical La La Land, en écrivant les paroles des chansons. À sa sortie en salles, le film est un véritable succès et il permet au duo de remporter le Golden Globe et l'Oscar de la meilleure chanson originale pour « City of Stars ».
L'année suivante, ils travaillent sur le film The Greatest Showman de Michael Gracey et signent la musique et les paroles des chansons. Là encore le film est un franc succès et leur permet de se hisser dans le top 10 des meilleures ventes d'albums et de remporter à nouveau le Golden Globe de la meilleure chanson originale pour le titre This Is Me.
Leur réussite attire l'attention des studios Disney qui leur confie le soin d'écrire de nouvelles chansons pour le remake de Aladdin par Guy Ritchie. Le film leur donne l'opportunité de travailler avec le compositeur multi-récompensé Alan Menken. La même année, le bruit court que le duo travaillera sur le remake de Blanche-Neige et les Sept Nains pour les studios Disney.
Début 2019  le blog Musical Avenu annonce que la Universal Pictures a acquis les droits de la comédie musicale Dear Evan Hansen qui avait révélé le duo à Broadway, et leur avait permis d'être nommés aux Tony Awards. La même année, la 20th Century Fox est rachetée par la Walt Disney Company, et ceux-ci confirment que Michael Gracey réalisera un second opus au film The Greatest Showman. Cette annonce signe alors leur troisième collaboration avec Disney. En mai de la même année, Walt Disney Records dévoile un premier single du remake d'Aladdin, que le duo a composé en collaboration avec Menken : Speechless. En juin de la même année  Benj Pasek et Justin Paul sont confirmés comme compositeurs du remake de Blanche-Neige et les Sept Nains.

## Carrière

### Auteur-compositeur
- 2005-2009 : Johnny and the Sprites (en) (paroliers des chansons + musique)
- 2017 : The Greatest Showman de Michael Gracey (paroliers des chansons + musique)
- 2019 : Aladdin de Guy Ritchie (adaptation + nouvelles chansons originales )
- 2020 : Cher Evan Hansen de Stephen Chbosky (paroliers des chansons + musique)
- 2023 : Spirited : L'Esprit de Noël de Sean Anders (paroliers des chansons + musique)
- 2025 : Blanche-Neige de Marc Webb (paroles et musique des nouvelles chansons originales)

- NBA : The Greatest Showman 2 de Michael Gracey (paroliers des chansons + musique)
- NBA : Foster de Karen Disher et Steve Martino (paroliers des chansons + musique)
- NBA : A Christmas Story Live de Scott Ellis (paroliers des chansons + musique)

### Contributions
- 2012 : Smash de Theresa Rebeck et Steven Spielberg (paroliers des chansons)
- 2016 : La La Land de Damien Chazelle (paroliers des chansons)
- 2016 : Les Trolls de Mike Mitchell et Walt Dohrn (contribution)
- 2016 : Flash (série télévisée) (écriture de la chanson Runnin' home to you interprétée par Melissa Benoist et Grant Gustin)[13]
- 2023 : Only Murders in the Building (écriture de la chanson Looking fo the Light interpréter par Meryl Streep et Ashley Park)
- 2025 : Atlantis de Michel Gondry

### Théâtre musical
- 2005-2013 : Edges[6]
- 2009-2013 : A Christmas Story: The Musical
- 2010-2018 : James and the Giant Peach[14]
- 2012-2018 : Dogfight
- Depuis 2016 : Dear Evan Hansen[15],[16],[17]

## Principaux singles
- 2016 : Another Day of Sun (tiré du film La La Land)-composée en collaboration avec Justin Hurwitz
- 2016 : City of Stars (tiré du film La La Land)-composée en collaboration avec Justin Hurwitz
- 2016 : Audition (tiré du film La La Land)-composée en collaboration avec Justin Hurwitz
- 2016 : Runnin' home to you (tiré de la série télévisée Flash)
- 2018 : A Millions Dreams (tiré du film The Greatest Showman)
- 2018 : This Is Me (tiré du film The Greatest Showman)
- 2018 :  Speechless (tiré du film Aladdin)-composée en collaboration avec Alan Menken
- 2018 : Desert Moon (tiré du film Aladdin)-composée en collaboration avec Alan Menken[18]-chanson coupé au montage du film
- 2023 : Looking for the Light (tiré de la série télévisée Only Murders in the Building) composée avec Sara Bareilles

## Récompenses et nominations
| Année | Récompense                                                                       | Catégorie                                                                        | Œuvre                          | Résultat   |
| ----- | -------------------------------------------------------------------------------- | -------------------------------------------------------------------------------- | ------------------------------ | ---------- |
| 2007  | Jonathan Larson Grant                                                            | Jonathan Larson Grant                                                            | NC                             | Lauréat    |
| 2007  | Dramatist Guild Fellowship (2007–08)                                             | Dramatist Guild Fellowship (2007–08)                                             | NC                             | Lauréat    |
| 2011  | Sundance Institute Fellowship                                                    | Sundance Institute Fellowship                                                    | NC                             | Lauréat    |
| 2011  | American Academy of Arts and Letters, Richard Rodgers Awards for Musical Theater | American Academy of Arts and Letters, Richard Rodgers Awards for Musical Theater | NC                             | Lauréat    |
| 2011  | ASCAP Foundation Award                                                           | Richard Rodgers New Horizons Award                                               | NC                             | Lauréat    |
| 2011  | ASCAP Foundation Award                                                           | Songwriter's Fellowship Award                                                    | NC                             | Lauréat    |
| 2013  | Tony Award                                                                       | Meilleure partition originale                                                    | A Christmas Story: The Musical | Nomination |
| 2013  | Drama Desk Award                                                                 | Outstanding Music                                                                | A Christmas Story: The Musical | Nomination |
| 2013  | Lucille Lortel Award                                                             | Outstanding Musical                                                              | Dogfight                       | Lauréat    |
| 2013  | Outer Critics Circle Award                                                       | Outstanding New Score                                                            | Dogfight                       | Nomination |
| 2016  | The Charles MacArthur Award for Outstanding Original New Play or Musical         | The Charles MacArthur Award for Outstanding Original New Play or Musical         | Dear Evan Hansen               | Nomination |
| 2016  | Drama Desk Award                                                                 | Outstanding Lyrics                                                               | Dear Evan Hansen               | Lauréat    |
| 2016  | Outer Critics Circle Award                                                       | Outstanding New Score                                                            | Dear Evan Hansen               | Nomination |
| 2016  | Obie Award                                                                       | Musical Theater, Music and Lyrics                                                | Dear Evan Hansen               | Lauréat    |
| 2016  | Hollywood Music in Media Award                                                   | Best Song in a Feature Film (City of Stars)                                      | La La Land                     | Lauréat    |
| 2016  | Los Angeles Film Critics Association Award                                       | Best Music                                                                       | La La Land                     | Lauréat    |
| 2016  | Critics' Choice Movie Award                                                      | Meilleure chanson originale (City of Stars)                                      | La La Land                     | Lauréat    |
| 2016  | Critics' Choice Movie Award                                                      | Meilleure chanson originale (Audition)                                           | La La Land                     | Nomination |
| 2016  | Phoenix Film Critics Society Award                                               | Best Song (City of Stars)                                                        | La La Land                     | Lauréat    |
| 2016  | Phoenix Film Critics Society Award                                               | Best Song (Audition)                                                             | La La Land                     | Nomination |
| 2016  | Satellite Award                                                                  | Meilleure chanson originale (City of Stars)                                      | La La Land                     | Lauréat    |
| 2016  | Satellite Award                                                                  | Meilleure chanson originale (Audition)                                           | La La Land                     | Nomination |
| 2016  | Houston Film Critics Society Award                                               | Best Original Song (City of Stars)                                               | La La Land                     | Lauréat    |
| 2016  | Houston Film Critics Society Award                                               | Best Original Song (Audition)                                                    | La La Land                     | Nomination |
| 2016  | Golden Globe Award                                                               | Meilleure chanson originale (City of Stars)                                      | La La Land                     | Lauréat    |
| 2017  | Academy Award                                                                    | Meilleure chanson originale (City of Stars)                                      | La La Land                     | Lauréat    |
| 2017  | Academy Award                                                                    | Meilleure chanson originale (Audition)                                           | La La Land                     | Nomination |
| 2017  | Tony Award                                                                       | Meilleure partition originale                                                    | Dear Evan Hansen               | Lauréat    |
| 2018  | Grammy Award                                                                     | Meilleur album de comédie musicale                                               | Dear Evan Hansen               | Lauréat    |
| 2018  | Grammy Award                                                                     | Best Song Written for Visual Media (City of Stars)                               | La La Land                     | Nomination |
| 2018  | Hollywood Music in Media Award                                                   | Best Song in a Feature Film (This Is Me)                                         | The Greatest Showman           | Nomination |
| 2018  | Critics' Choice Movie Award                                                      | Meilleure chanson originale (This Is Me)                                         | The Greatest Showman           | Nomination |
| 2018  | Golden Globe Award                                                               | Meilleure chanson originale (This Is Me)                                         | The Greatest Showman           | Lauréat    |
| 2018  | Academy Award                                                                    | Meilleure chanson originale (This Is Me)                                         | The Greatest Showman           | Nomination |
| 2019  | Critics' Choice Movie Award                                                      | Meilleure chanson originale (Parler/Speechless)                                  | Aladdin                        | Nomination |
| 2019  | Allocine Award                                                                   | Meilleure chanson originale (Parler/Speechless)                                  | Aladdin                        | Nomination |
| 2020  | Mickey d'Or                                                                      | Meilleure chanson originale (Parler/Speechless)                                  | Aladdin                        | Nomination |
| 2020  | Laurence Olivier Award                                                           | Best Original Score or New Orchestrations                                        | Dear Evan Hansen               | Lauréat    |